# Évaluation des risques
 (octobre 2023).
La mise en forme du texte ne suit pas les recommandations de Wikipédia : il faut le « wikifier ».
Les points d'amélioration suivants sont les cas les plus fréquents. Le détail des points à revoir est peut-être précisé sur la page de discussion.
- Les titres sont pré-formatés par le logiciel. Ils ne sont ni en capitales, ni en gras.
- Le texte ne doit pas être écrit en capitales (les noms de famille non plus), ni en gras, ni en italique, ni en « petit »…
- Le gras n'est utilisé que pour surligner le titre de l'article dans l'introduction, une seule fois.
- L'italique est rarement utilisé : mots en langue étrangère, titres d'œuvres, noms de bateaux, etc.
- Les citations ne sont pas en italique mais en corps de texte normal. Elles sont entourées par des guillemets français : « et ».
- Les listes à puces sont à éviter, des paragraphes rédigés étant largement préférés. Les tableaux sont à réserver à la présentation de données structurées (résultats, etc.).
- Les appels de note de bas de page (petits chiffres en exposant, introduits par l'outil «  Source ») sont à placer entre la fin de phrase et le point final[comme ça].
- Les liens internes (vers d'autres articles de Wikipédia) sont à choisir avec parcimonie. Créez des liens vers des articles approfondissant le sujet. Les termes génériques sans rapport avec le sujet sont à éviter, ainsi que les répétitions de liens vers un même terme.
- Les liens externes sont à placer uniquement dans une section « Liens externes », à la fin de l'article. Ces liens sont à choisir avec parcimonie suivant les règles définies. Si un lien sert de source à l'article, son insertion dans le texte est à faire par les notes de bas de page.
- La présentation des références doit suivre les conventions bibliographiques. Il est recommandé d'utiliser les modèles {{Ouvrage}}, {{Chapitre}}, {{Article}}, {{Lien web}} et/ou {{Bibliographie}}. Le mode d'édition visuel peut mettre en forme automatiquement les références.
- Insérer une infobox (cadre d'informations à droite) n'est pas obligatoire pour parachever la mise en page.

Pour une aide détaillée, merci de consulter Aide:Wikification.
Si vous pensez que ces points ont été résolus, vous pouvez retirer ce bandeau et améliorer la mise en forme d'un autre article.
Dans le domaine de la gestion des risques, l'évaluation des risques est l'ensemble des méthodes consistant à calculer la criticité (pertinence et gravité) des dangers. 
Elle vise outre à les quantifier, à qualifier les dangers (qui doivent donc préalablement avoir été identifiés). Elle se base sur « l'utilisation de faits scientifiques pour définir les effets sur la santé d'une exposition d'individus ou de populations à des matériaux ou à des situations dangereuses ».
Dans ce domaine, on se restreint à l'étude du risque aryétique, c'est-à-dire en ne considérant que les événements à conséquences négatives.
Dans la mesure du possible on s'attache à obtenir des indices de risque (ou quotient de risque) traduits en valeurs chiffrées, pour classer en les hiérarchisant les risques afin de pouvoir prioriser les mesures à prendre pour réduire les risques et/ou atténuer leurs conséquences ou rendre le risque acceptable. On parle d'évaluation chiffrée du risque, ou en anglais quantitative risk assessment (QRA). Cette analyse, historiquement utilisée dans l'industrie nucléaire et aéronautique, est devenue indispensable dans le monde pétrolier à la suite de la catastrophe de la plateforme Piper Alpha le 6 juillet 1988.
La criticité est cette valeur chiffrée, souvent décomposée en plusieurs paramètres :
- fréquence ;
- effectif exposé ;
- gravité ;
- niveau de maîtrise ;

la criticité est alors le produit des valeurs de ces paramètres.
Le "quotient de danger" (parfois aussi dénommé ratio de danger ; indice de danger ; indice de risque ; quotient de risque) désigne le ratio entre le niveau d’exposition et la valeur toxicologique de référence.

## Limites
L'évaluation des risques implique d'avoir d'abord bien identifié les dangers.
Elle implique aussi une vérification de toutes les hypothèses et critères d'exposition à ces dangers, et d'évaluer la qualité des données disponibles. Or pour certaines substances ou situation de risque, les informations disponibles sont lacunaires :
- certains dangers peuvent ne pas déjà être connus, ou n'être que partiellement identifiés ;
- une absence de valeur toxicologique de référence est fréquente, notamment pour ce qui concerne les effets des faibles doses pour les perturbateurs endocriniens par exemple
- les effets synergiques sont difficiles à évaluer (ex : exposition à des cocktails de polluants, médicaments et autres substances naturelles et/ou synthétiques, alors que les valeurs toxicologiques de référence sont établies par produits, et rarement approchées pour deux ou quelques produits) ;
- le degré d’exposition est parfois difficile à estimer

Néanmoins la méconnaissance de la nature et des effets d'une substance ou d'une situation (exposition au bruit, ou à l'éclairage nocturne par exemple) ne permet pas d'affirmer qu'elle est anodine ou n'engendrera pas de risque.

## Représentations graphiques

### Matrice de criticité
Les deux paramètres principaux de la criticité sont la probabilité d'apparition et la gravité. On donne en général quatre à cinq niveaux à chaque paramètre :
Probabilité
1. Très improbable.
2. Improbable (rare).
3. Probable (occasionnel).
4. Très probable (fréquent).

Gravité
1. Faible.
2. Moyenne.
3. Grave.
4. Très grave.

Plutôt que de multiplier les deux valeurs, on construit une matrice et ce sont les zones de la matrice qui indiquent la criticité.
|             |                   | Gravité | Gravité      | Gravité | Gravité |
| 1 Faible    | 2 Moyenne         | 3 Grave | 4 Très grave |         |         |
| ----------- | ----------------- | ------- | ------------ | ------- | ------- |
| Probabilité | 4 Très probable   |         |              |         |         |
| Probabilité | 3 Probable        |         |              |         |         |
| Probabilité | 2 Improbable      |         |              |         |         |
| Probabilité | 1 Très improbable |         |              |         |         |

Légende
- rouge : réduction du risque nécessaire ;
- blanc : réduction du risque non nécessaire.

Voir aussi :
- Analyse des modes de défaillance, de leurs effets et de leur criticité ;
- Inspection fondée sur la criticité ;
- Matrice d'Eisenhower.

### Arborescence

Arborescence selon la norme ISO 13849-1:2008

La norme ISO 13849-1:2008 propose une évaluation arborescente, selon les paramètres de la situation dangereuse.
Paramètres
- S : gravité de la blessure (severity)
  - S1 : blessure légère (normalement réversible),
  - S2 : blessure grave (normalement irréversible, y compris le décès) ;
- F : fréquence et/ou durée d'exposition au phénomène dangereux :
  - F1 : rare à assez fréquente et/ou courte durée d'exposition,
  - F2 : fréquente à continue et/ou longue durée d'exposition ;
- P : possibilité d'éviter le phénomène dangereux ou de limiter le dommage :
  - P1 : possible sous certaines conditions,
  - P2 : rarement possible.

Cela détermine un niveau de performance PL (performance level) coté de a à e.

## Dans le domaine de la santé
L'évaluation du risque sanitaire (ERS) est en Europe et dans de nombreux pays un volet obligatoire des études d'impacts, notamment pour certains plans et programmes. Elle passe par l'évaluation du « danger », de « l'exposition » et des « risques ». Telle que pratiquée aujourd'hui, elle est née aux États-Unis en 1983 sous l'égide de l'Académie des sciences américaine parallèlement à la démarche HACCP (NRC, 1994) qui a compartimenté l'approche en recherche, évaluation et gestion des risques ; puis reprise par l'Union européenne dans un guide Technical Guidance Document.
Elle suit généralement 4 étapes 
1. identification des dangers, c'est-à-dire des effets délétères ou indésirables sur la santé que l'agent peut provoquer (seul ou en association)
2. évaluation de la relation dose-réponse (et des seuils d'effets, c'est-à-dire des niveaux d'exposition induisant un effet négatif ) et de l'incidence et/ou de la gravité de ces effets : cette évaluation est parfois complexe, dans le cas des perturbateurs endocriniens par exemple ou pour des produits agissant différemment selon l'heure du cycle nycthéméral ou en présence d'effets synergiques)
3. évaluation de l'exposition : il faut pour cela identifier les voies de transfert du polluant, de sa source vers l'Homme (ingestion, inhalation, passage percutané, rayonnement...) et estimer la fréquence, la durée et l'importance de l'exposition.
4. caractérisation des risques, basée sur les informations toxicologiques disponibles, croisées avec les données d'exposition pour qualifier et quantifier le risque. Cette phase comprend une discussion des incertitudes et une interprétation des résultats, avec souvent un résumé de vulgarisation.

### Cas de la santé au travail
La gravité peut s'estimer par le classement suivant :
1. Faible : accident du travail (AT) ou maladie professionnelle (MP) sans arrêt de travail.
2. Moyenne : AT ou MP avec arrêt de travail.
3. Grave : AT ou MP entraînant une incapacité permanente partielle.
4. Très grave : mortel.

Par ailleurs, un dommage corporel ne peut survenir que si une personne se trouve exposé au danger. La probabilité de dommage dépend donc de la probabilité d'apparition d'un événement dangereux et de la durée d'exposition au danger, ou de la fréquence d'exposition :
1. Très improbable : probabilité d'événement dangereux faible et exposition rare et/ou courte.
2. Improbable : probabilité d'événement dangereux forte et exposition rare et/ou courte.
3. Probable : probabilité d'événement dangereux faible et exposition fréquente et/ou longue.
4. Très probable : probabilité d'événement dangereux forte et exposition fréquente et/ou longue.

#### Le Document Unique (ou document unique d'évaluation des risques professionnels)
Le Document Unique est une exigence réglementaire du code du travail français (cf articles R 4121-1 et suivants créés en 2001 en déclinaison de la directive européenne 89/391/CEE visant à l'amélioration de la sécurité et de la santé au travail). 
Le Document Unique transcrit les résultats actualisés de l'évaluation des risques professionnels à charge de tout employeur (cf principes généraux de prévention des risques professionnels, articles L4121-1 et suivants créés en 1991 en déclinaison de la même directive européenne). L'absence de document unique peut être sanctionnée lors d’un contrôle de l'inspection du travail.
L'analyse et l'évaluation des risques concernent « tous les risques » pouvant nuire à la santé et à la sécurité de tout salarié  de l'entreprise, afin d'envisager de les réduire, voire de les supprimer. C'est une des bases essentielles de détermination et de planification du programme de prévention des risques professionnels, de réduction de la pénibilité au travail et d'amélioration des conditions de travail que doit gérer tout employeur en France.
Ce document unique doit faire l'objet d’une mise à jour annuelle et à chaque aménagement important modifiant les conditions d’hygiène et de sécurité ou les conditions de travail. 

#### Les pas du système de gestion à travers le Document unique
La partie la plus importante et qui demande le plus de compétences professionnelles c'est celle initiale dans laquelle on pose les bases pour un système efficace de gestion.
Le Document unique, pour être efficace et devenir un instrument dynamique, doit être construit avec les salariés de l'entreprise, en base à leurs compétences et connaissances.
1) Le premier pas c'est la construction de l'ossature du document en "Unités de Travail" selon l'organisation et les activités de l'entreprise. Une "UT" regroupe des salariés ayant des activités de travail si semblable qu'on considère qu'ils sont exposés aux mêmes risques professionnels (en nature et ampleur). Ainsi les résultats de l'évaluation des risques professionnels d'un ou quelques membres d'une UT sont étendus à tous les salariés de l'UT qu'ils définissent.

2) Examen de la documentation d'entreprise et son achèvement éventuel à partir des planimétries : déclarations de conformité, autorisations (périodiques ou moins), procédures d'essai ou contrôle (périodiques ou non), fiches de sécurité des matériaux préparées par les fournisseurs (éventuellement à demander si manquantes ou pas ajournées ou pas conformes), manuels opérationnels, procédures opérationnelles et de bonne pratique existantes (à vérifier pendant l'analyse), méthodes et contenus de la formation et de l'apprentissage en vigueur (à vérifier pendant l'analyse) ;

3) Dans l'analyse on tient compte aussi des données tirées par le Registre Accidents, de la connaissance ou enregistrement d'événements dangereux et des indications émergentes des données anonymes et collectives des contrôles sanitaires. Où nécessaire on devra procéder au relevé de mesures et aux  opportuns calculs d'exposition. Par l'analyse descriptive on déduit une évaluation d’une expression raisonnée sur l'existence ou non et sur la nature des éventuels risques restants relevés;

Le résultat du travail décrit est tenu à jour dans le Document Unique d'Évaluation des Risques. 
Méthode : 
La seule méthode efficace pour compléter cette première phase que, nous répétons, est la base fondamentale pour le système de gestion, c'est unir la compétence des personnes qui la développent avec l'expérience et la connaissance des gens qui opèrent dans l'usine. Pour mieux expliquer, ne sera pas efficace une analyse des risques qui ne contienne pas l'expérience des travailleurs (ni efficace une mesure corrective ou une procédure qui ne soit pas examinée et discutée avec les gens intéressés ou qui puisse, dans la pratique, être contrariée par le comportement d'autres secteurs d'entreprises). 
L'avantage de disposer d'un outil systématique nous aide à être analytiques et à bien utiliser l'interactivité avec l'entreprise et son personnel : en suivant la méthode, la reconstruction de la réalité, même si complexe, coule de manière linéaire. Pour éviter que l'acquisition des données et leur correction soit longue et en beaucoup de cas ardus, le système donne la possibilité d'introduire les données de manière progressive et flexible, en épargnant beaucoup de difficultés. Puis c'est un avantage très important la possibilité d'utiliser l'organisation de la base des données et ses archives pour enregistrer de manière guidée, coordonner et lier toutes les données efficacement (en augmentant l'efficacité);  sinon on devrait gérer en manière dispersive et sans la référence nécessaire à l'organisation du travail.
Document Unique et Modifications des conditions de risque
Toutes les réalités d'entreprises se modifient constamment, aujourd'hui bien plus fréquemment à cause de la souplesse des marchés et des nécessités productives.
Quand il y a modifications qui changent l'organisation du travail et les conditions de risque aussi de manière significative, il est nécessaire de mettre à jour l'analyse et l'évaluation des risques.
La faute d'ajournement peut être considéré comme absence du Document pour ce secteur d'entreprise et ensuite peut être sanctionné.
Mais au-delà de la sanction, on commence à avoir segments de l'usine privés d'analyse correcte et, graduellement au cours des mois, le travail initial que nous avons accompli perd son adhérence avec la réalité dans laquelle nous devons gérer la prévention.
Le Document Unique est une référence constante pour contrôler et guider la prévention : si le chargé n'est en condition d'examiner les modifications préalablement et successivement il ne procède pas à mettre à jour les éléments utiles, la gestion de la prévention devient rapidement une chose formelle et elle est perçue par les secteurs opérationnels de l'usine comme corps étranger.
Voilà donc la nécessité d'une intégration du Document et si nécessaire du Plan d'Action ou comme enrichissement du document (dans le cas on utilise « Sistema Ambiente ») ou comme procès-verbal d'intégration : il serait opportun que le procès-verbal descriptif  soit examiné et contresigné des préposés et des Représentants intéressés. Ceci documente que l'activité de prévention a été impliquée dans la modification et l'a vérifié et en même temps il donne manière aux fonctions de prévention de les coordonner de manière positive avec les autres fonctions d'entreprises.
La mise à jour périodique et organique du Document Unique
La mise à jour du document est prévue avec cadence au moins annuelle.
Il est un peu comme le bilan annuel ou les inventaires : si notre gestion économique et financière n'était pas liée à une fermeture et vérification annuelle, les déséquilibres de gestion seraient bien plus graves et ils deviendraient rapidement difficiles à gérer.
Le Document est un instrument de travail : périodiquement et de manière programmée nous devons le reprendre en main avec toutes les intégrations qu’à la fois nous avons fait et réexaminer toutes les analyses, les problèmes de sécurité qui ont surgi, les accidents qui sont arrivés, les événements dangereux qui se sont vérifiés, les indications élaborées par le médecin compétent sur la base de la surveillance sanitaire.
Accomplir cette actualisation permet aussi de comprendre les erreurs d'évaluation qui ont été faits en priorité (c'est vraiment ça le sens de l'évaluation : être apte à comprendre si et pourquoi nous avons bien ou mal jugé une condition de risque.
Méthode :
Bien plus que dans la phase initiale il est efficace d'unir les compétences avec l'expérience des travailleurs : en effet dans cette phase nous nous trouvons avec des textes qui peuvent être enrichis et corrects de manière positive et constructive.
Si préposés et travailleurs intéressés ont la possibilité de vérifier et raisonner sur la partie du Document qui les concerne, en fournissant aussi propositions, l'ajournement périodique devient une occasion d'ajustement important de la culture d'entreprise.
Il s'agit d'un procès continu d'amélioration qui est efficace si existe une information distribuée.

#### Dans l'Union européenne
L'Union européenne dispose d'un comité scientifique d'évaluation des risques pour la santé (ou SCHER pour les anglophones) . Un second comité a été créé pour l'évaluation des risques émergents et nouvellement identifiés : le « Scientific Committee on Emerging and Newly Identified Health Risks ».